# Международный аэропорт Фальконе Борселлино
Международный аэропорт Фальконе Борселлино (ИАТА: PMO, ИКАО: LICJ) (итал. Aeroporto Falcone Borsellino) или Международный аэропорт Палермо расположен в городке Пунта-Райзи, на побережье Тирренского моря, в 35 километрах к западу от Палермо, административного центра одноимённой провинции, расположенной на острове Сицилия (Италия). Является вторым аэропортом по пассажиропотоку на острове после аэропорта Катании. В 2016 году аэропорт обслужил 5,325,559 пассажиров.

## История

### Ранние годы
Аэропорт Палермо был заложен в 1953 году с целью заменить устаревший аэропорт Боккадифалько. В 1985 году стартовала реконструкция воздушной гавани в связи с Чемпионатом мира по футболу 1990, которая была завершена в середине девяностых.
В 1985 году также была основана компания GESAP, которая до 1994 года работала исключительно в качестве оператора и поставщика наземных услуг для аэропорта Палермо, управление которым непосредственно назначается правительством и контролируется районным управлением аэропорта.
Аэропорту было присвоено имя Фальконе Борселлино в память о двух известных борцах против мафии: Джованни Фальконе и Паоло Борселлино, которые были убиты сицилийской мафией в 1992 году. Мемориальная доска диаметром 1,90 метра, установленная в мозаику Сицилии, с их изображением располагается справа от одного из входов в зал вылета.
В 1994 году GESAP было поручено частичное управление аэропортом посредством соглашения, предоставляющего компании 20-летний мандат на проведение наземных работ (здания аэропорта и прилегающих районов).
В апреле 1999 года GESAP получил ожидаемый мандат на управление деятельностью аэродрома в аэропорту и, в частности, на аэродромную инфраструктуру (взлетно-посадочные полосы, рулёжные дорожки, перроны и т.п.).

### Развитие после 2000 года
30 мая 2004 года GESAP получил от Управления гражданской авиации Италии (ENAC) «сертификат аэропорта» в знак признания полного соответствия аэропорта правилам, установленным в «Правилах строительства и управления аэропортами» ENAC. 24 мая 2007 года GESAP получил продление сертификата аэропорта до 30 мая 2010 года.

## Пассажиропоток
- 2 886 775 (1999)
- 3 199 782 (2000) ↗ 10.8%
- 3 175 513 (2001) ↘ 0.8%
- 3 515 102 (2002) ↗ 10.7%
- 3 633 018 (2003) ↗ 3.4%
- 3 759 978 (2004) ↗ 3.5%
- 3 810 860 (2005) ↗ 1.4%
- 4 280 614 (2006) ↗ 11.5%
- 4 511 165 (2007) ↗ 5.7%
- 4 446 142 (2008) ↘ 1.4%
- 4 376 143 (2009) ↘ 1.6%
- 4 367 342 (2010) ↘ 0.2%
- 4 992 798 (2011) ↗ 14.3%
- 4 608 533 (2012) ↘ 7.7%
- 4 349 672 (2013) ↘ 5.6%
- 4 553 631 (2014) ↗ 5.09%
- 4 892 304  (2015) ↗ 7.44%
- 5 309 137 (2016) ↗ 9.06%
- 5 753 045 (2017) ↗ 8.08%

## Происшествия и несчастные случаи
- 5 мая 1972 года, Катастрофа DC-8 под Палермо
- 23 декабря 1978 года, Катастрофа DC-9 под Палермо
- 6 августа 2005 года, Катастрофа ATR 72 возле Палермо - авиалайнер ATR 72-202 авиакомпании Tuninter совершал рейс TUI 1153 по маршруту Бари—Джерба, но через 50 минут после взлёта у него внезапно отказал сначала правый, а затем левый двигатель. Экипаж посадил самолёт на Средиземное море, но при посадке самолёт разломился на три части. Из находившихся на его борту 39 человек (4 члена экипажа и 35 пассажиров) погибли 16 — 1 член экипажа и 15 пассажиров
- 24 сентября 2010 года самолёт Airbus A319-132 EI-EDM[16] авиакомпании Wind Jet при посадке во время грозы выкатился за пределы взлетно-посадочной полосы после. Самолет был существенно поврежден. При эвакуации пострадало около 20 пассажиров.[17]

## Наземный транспорт

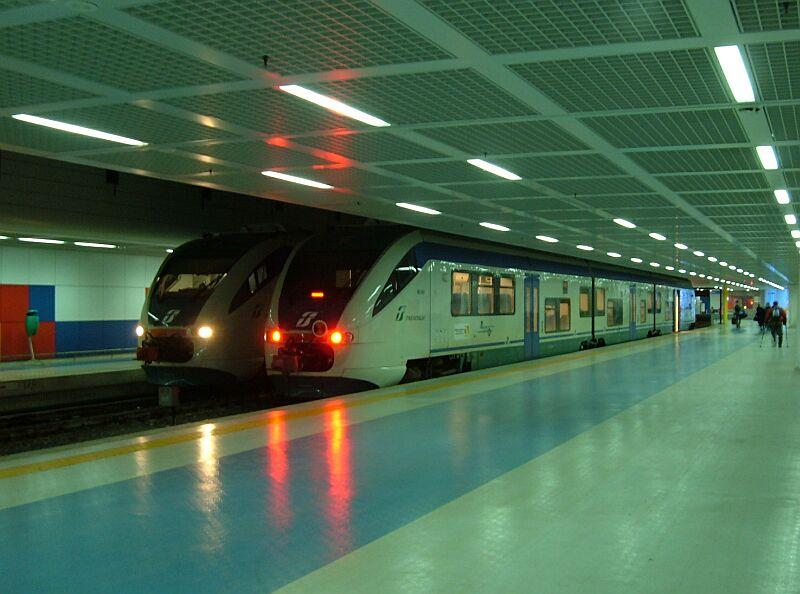
Железнодорожная станция "Пунта Раиси"

### Железнодорожное сообщение
Железнодорожная станция аэропорта является северо-западной конечной станцией одного из железнодорожных маршрутов Палермо, соединяющего воздушную гавань с центральной железнодорожной станцией города. В рабочие дни интервал движения поезда оставляет 30 минут. Составы курсируют с раннего утра до 22:00.

### Автобус
Существует несколько частных компаний, обеспечивающие автобусное сообщение между аэропортом и Палермо. Также присутствуют маршруты до Катании, Мессины и остальной части Сицилии.

## Галерея

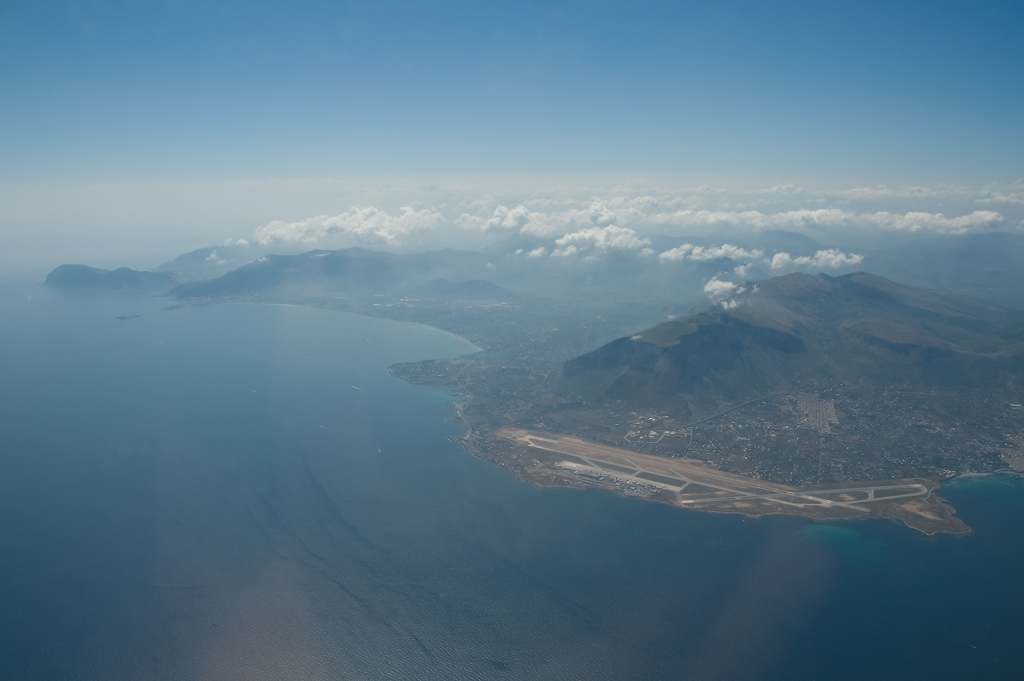
Вид на аэропорт с высоты
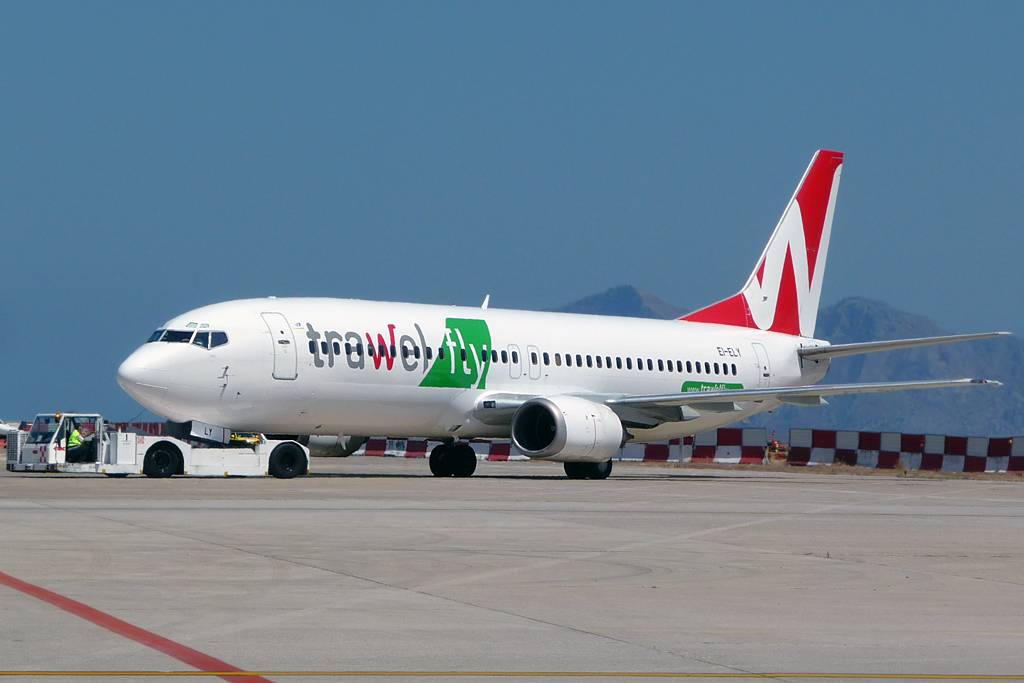
Буксировка Boeing 737
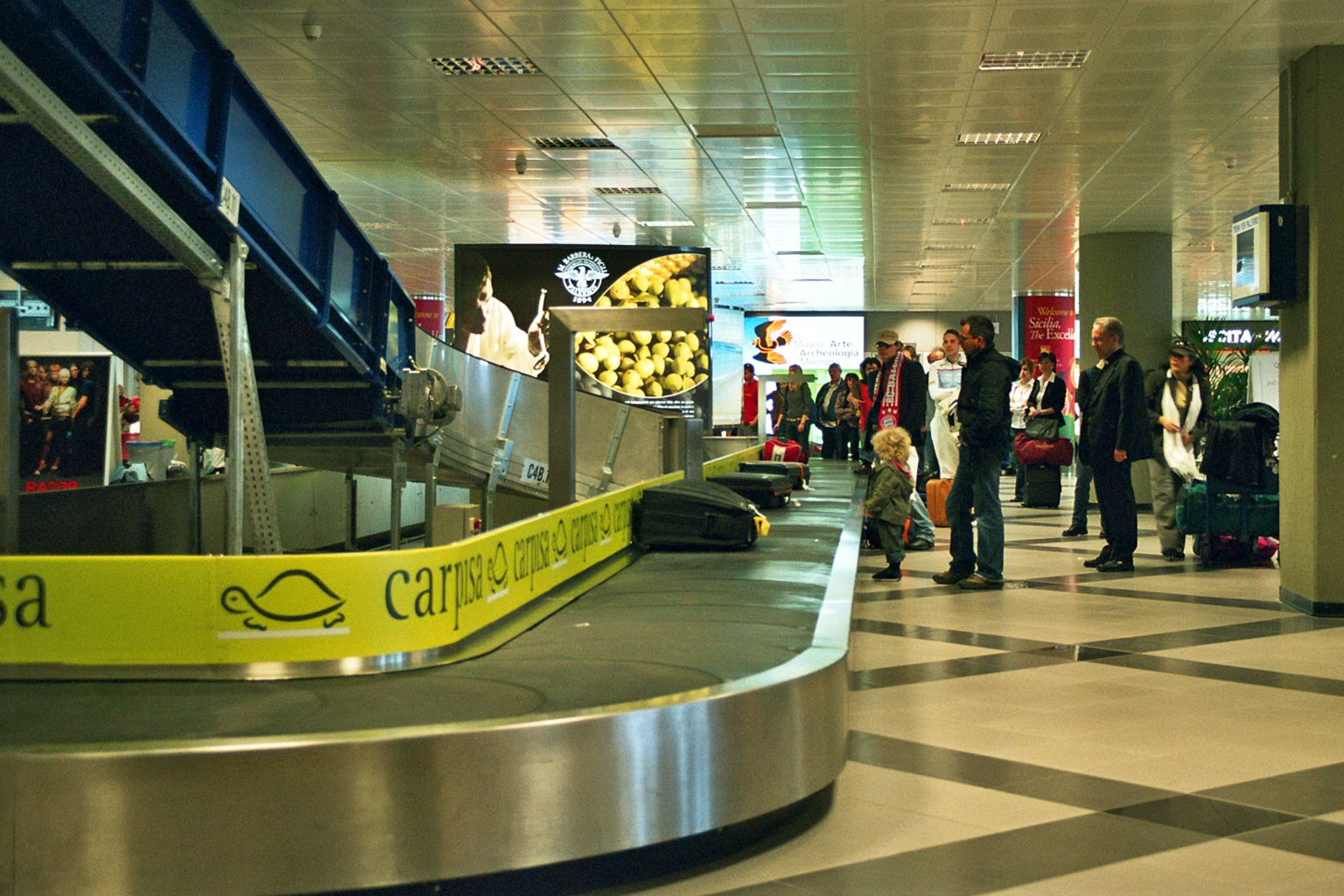
Багажная карусель
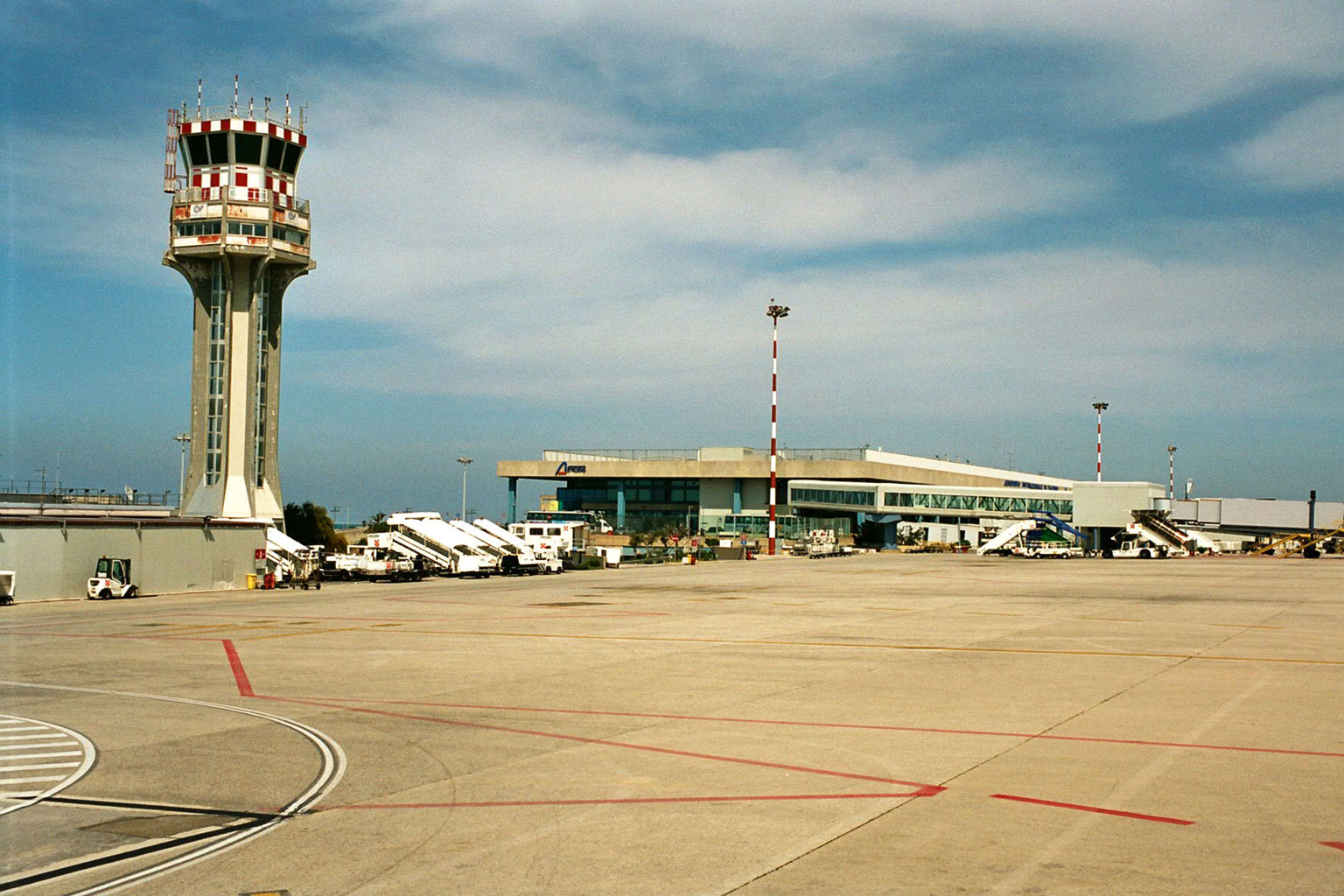
Стоянка аэродромной техники